# Mucio Escévola

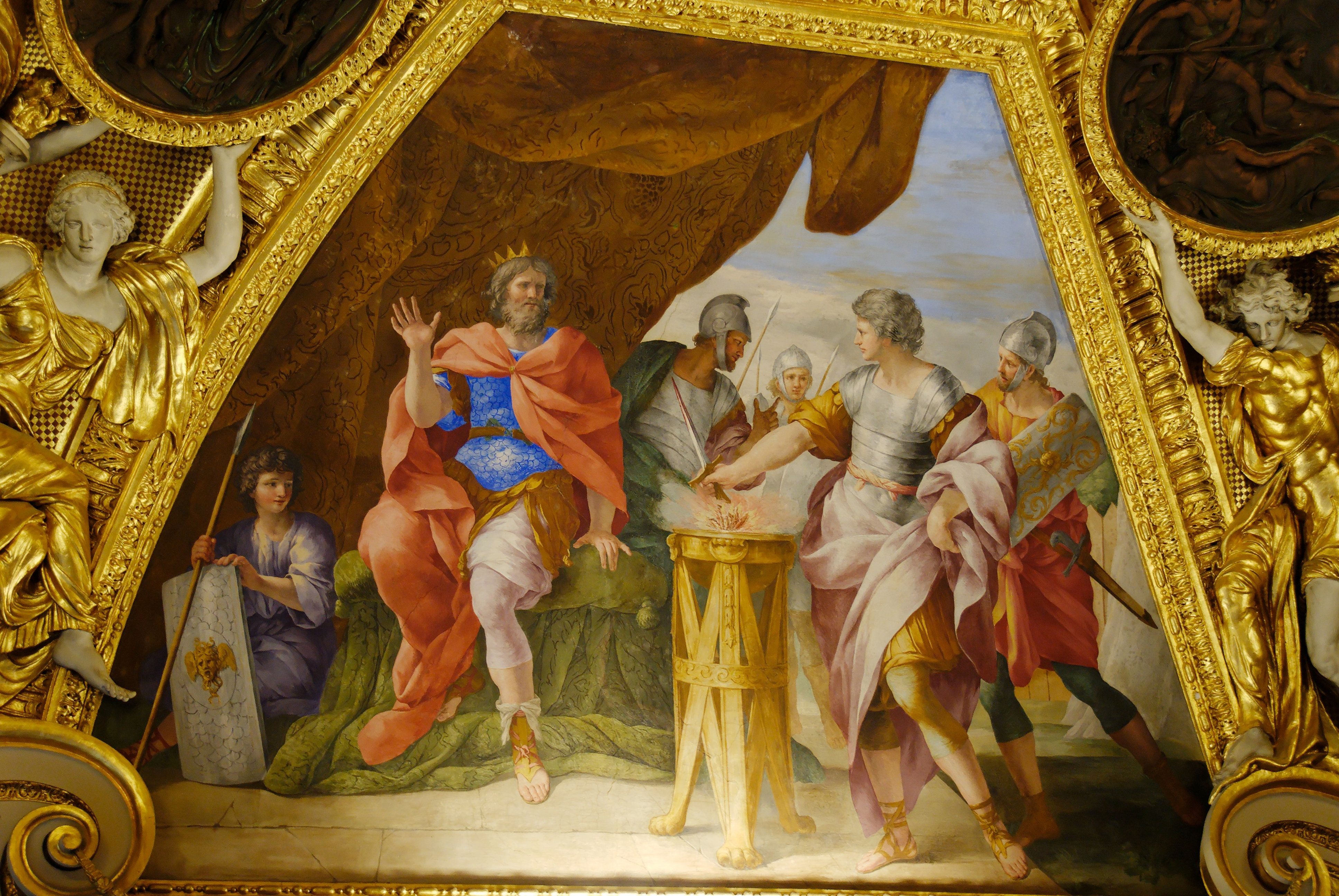
Mucio Escévola ante Lars Porsena. Cuadro de Giovanni Francesco Romanelli, Palacio del Louvre.

Cayo o Gayo Mucio Escévola (en latín, Gaius Mucius Scaevola) fue un militar semilegendario del siglo V a. C. en la temprana República romana.

## Leyenda
Apenas instaurada la República, Porsena, el rey de Clusium, marchó sobre la ciudad de Roma para restablecer en el trono a los Tarquinios expulsados recientemente. Después de que las tropas romanas rechazaran un primer ataque, Porsena sitió la ciudad e instaló su campamento en una llanura a orillas del Tíber.
Mucio, un joven de linaje patricio, en vista de que el asedio se prolongaba y el hambre comenzaba a atormentar a la población, decidió introducirse en el campo enemigo para matar al rey etrusco. Para evitar ser tenido por desertor, presentó su resolución al Senado que dio su aprobación. Disfrazado, penetró en campo enemigo, pero, al no conocer en persona a Porsena y temer que si no se daba prisa podía ser descubierto, se equivocó y mató a un hombre distinto. Arrestado y conducido ante el rey, y lejos de intimidarse, Mucio se presentó como ciudadano romano dispuesto a matarlo y, para castigarse por el error en la ejecución de la víctima, puso la mano derecha en el brasero de sacrificios mientras anunciaba a Porsena que más jóvenes habían jurado acabar con su vida. Impresionado, el rey ordenó deponer las armas y envió embajadores al Senado.
Mucio recibió el sobrenombre «Escévola» (en español, «zurdo») por este acto y el Senado le donó unos terrenos al otro lado del Tíber, más adelante llamados prados mucios.
Desde 1991 la asociación cultural Fuerzas de Choque Extraordinarii perteneciente a las fiestas de Carthagineses y Romanos de Cartagena tiene a Cayo Mucio Escévola como comandante del grupo por representar la osadía y valentía que caracteriza a los extraordinarii.